# Лапшин, Василий Фёдорович (предприниматель)
Васи́лий Фёдорович Лапши́н (6 (18) апреля 1843 — 1919) — русский предприниматель, купец первой гильдии, меценат, потомственный почётный гражданин Царицына, действительный статский советник, глава Царицына, гласный царицынской городской думы. Основатель кондитерского предприятия, ныне именуемого «Конфил».

## Ранние годы
Родился 6 (18) апреля 1843 года (по старым данным в 1844 году) в семье мещанина Фёдора Павловича Лапшина и его жены Натальи Алексеевны. В середине XIX века его старшие братья перебрались в город Макарьев Костромской губернии, где основали производство кондитерских изделий и торговлю колониальными товарами. Василий же за братьями не последовал и остался в Царицыне. Его отец был богатым человеком, но младшему сыну оставил маленькое наследство, напоследок сказав: «Сможешь с этого разбогатеть, будет из тебя толк, а если нет, то никакие деньги не помогут!».

## Предпринимательская деятельность

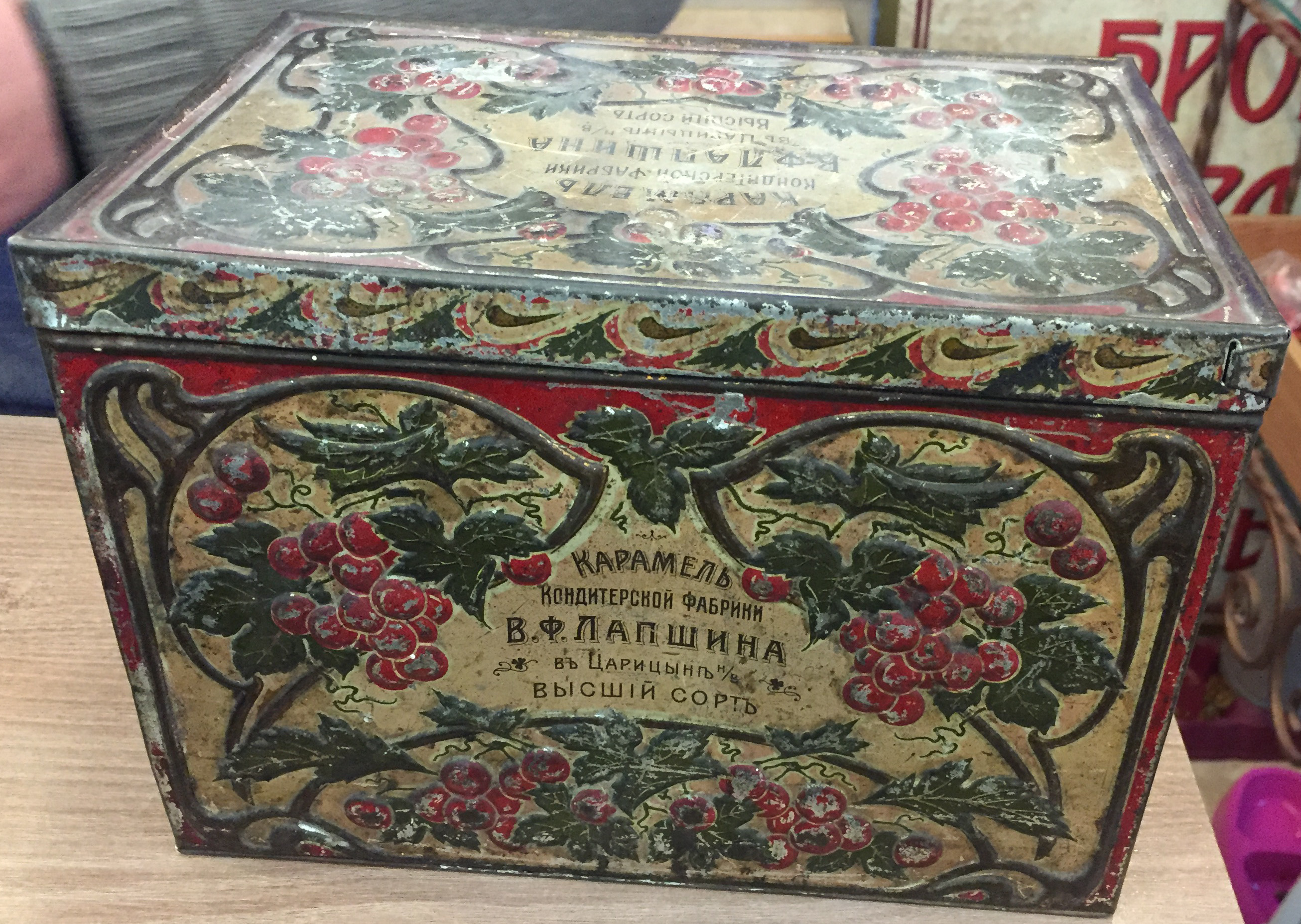
Коробка от карамели фабрики Лапшина, конец XIX — начало XX века

Небольшую, полученную от отца, сумму он вложил в небольшое дело — закупая оптом конфеты по низкой цене, а также конфетные обёртки, он сам заворачивал каждую конфету в обёртку и продавал их с прибылью. Также занимался перепродажей спичек и подрабатывал смазчиком на Волго-Донской железной дороге.
Начав торговые дела осенью 1864 года, уже к началу 1870-х годов ему удалось заработать сумму, достаточную для открытия собственного магазина.
В 1887 году основал кондитерское и пряничное заведение «Лапшин и Ко» под вывеской «Карамель, монпансье и печенье фабрики Лапшина», которое сейчас называется «Конфил». Продукция находила свой сбыт в регионах Нижнего Поволжья и Дона, а также закупалась государственными объединениями, Среднеазиатскими эмиратами — Кокандскими и Бухарскими, княжествами Закавказья.
В 1894 году в городском саду Царицына появилась первая и единственная конка принадлежавшая Василию Лапшину. Предназначалась она исключительно для прогулок и развлечений состоятельных граждан, так и не став городским пассажирским транспортом.
Занимался крупным торгово-промышленным делом и сельским хозяйством. Был владельцем лесопильных заводов в зацарицынской части города, протяжённостью от ст. Тихорецкой до Купоросной балки и Бекетовки, скобяных и нефтяного склада, лесной дачи на Урале, гастрономического и бакалейного магазина с собственной кондитерской, гостиницы в доме Мельникова на Александровской улице, керосиновых резервуаров, складов железа и жестяных изделий. Управлял кирпичным, стекольным заводами, разводил крупный рогатый скот, делал сыры, занимался продажей нефтепродуктов, леса, железа, хлеба, водки, бакалейных товаров, смолы.
Стоимость недвижимого имущества Василия Лапшина в Царицыне:
| Год  | Стоимость    |
| ---- | ------------ |
| 1892 | 10 670 руб.  |
| 1897 | 17 170 руб.  |
| 1910 | 198 532 руб. |
| 1914 | 224 096 руб. |

В 1918 году всё имущество Лапшина было национализировано.

### Пароходное общество «Русь»
В 1908 году было создано пароходное товарищество на вере «Русь». Его учредителями стали Василий Лапшин, нижегородский купец первой гильдии Дмитрий Васильевич Сироткин, царицынский купец Иосиф Григорьевич Старцев и потомственный почётный гражданин Тимофей Михайлович Канавин.

## Благотворительность
4 августа 1900 года в здании первой царицынской пожарной части была открыта первая публичная библиотека. Деньги на её открытие собирали местные купцы-меценаты, среди которых бо́льшую долю денежных средств внёс Лапшин.
В центре города построил школу для 150 детей, финансово обеспечивал гимназии. Рабочим своих предприятий оплачивал образование, также построил для них дом отдыха, а для детей города — гимназию. В 1912 году городская управа в счёт «фонда потомственного почётного гражданина Царицына В. Ф. Лапшина» выдавала пособия бедным ученикам первого в России Царицынского ремесленного училища. Также построил и содержал приют для бездомных и странноприимный дом.

## Общественно-политическая деятельность

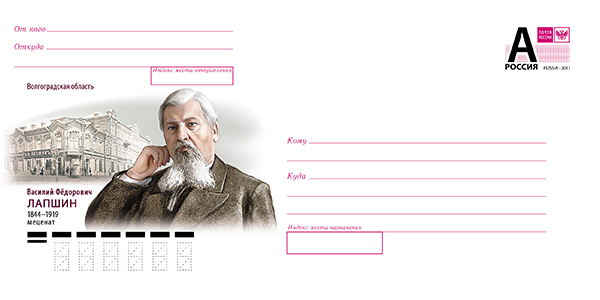
Конверт 2019 года

К началу 1880-х годов Лапшин стал заметным предпринимателем в городе. В 1880 году его избирают гласным Уездного Земского собрания, а уже в мае 1884 года — городским главой Царицына. Одно из первых решений, принимаемых городской думой под его руководством — достройка колокольни Успенского собора. Также в этот период принимаются решения об улучшении организации пожарного дела, начинается работа по улучшению санитарного состояния города, начинает развиваться телефонная сеть, ведётся большое каменное строительство. В январе 1886 года Лапшин с должности городского главы уходит в отставку.
После избрания нового состава городской думы гласные думы вторично избирают Лапшина на должность городского главы. Он занимал эту должность с июля 1888 года по июнь 1891 года. Во второй период правления городом Лапшин активно занимался вопросами строительства городского водопровода, также поднимал вопрос о строительстве канализации. 27 июня 1891 года оставил свой пост по собственному желанию.
В этот период Лапшин занимал много других общественных должностей: член попечительского совета Мариинской гимназии, член Уездного податного присутствия, член Уездного училищного совета, председатель Сиротского суда, член попечительного совета детского сиротского приюта для девочек, председатель царицынского комитета общества улучшения народного труда в память царя-освободителя Александра II. В течение пяти лет возглавлял городской общественный банк, царицынское общество взаимного кредита, а в 1914 году стал соучредителем царицынского купеческого банка.
Заслуги Лапшина перед городом и его чин действительного статского советника дали ему право на получение дворянского титула с передачей по наследству.
15 декабря 1910 года был избран гласным царицынской городской думы.
В 1918 году был арестован большевиками и содержался на так называемой «барже смерти», откуда его спасли его же рабочие. Умер зимой 1918/1919 года.

## Личная жизнь

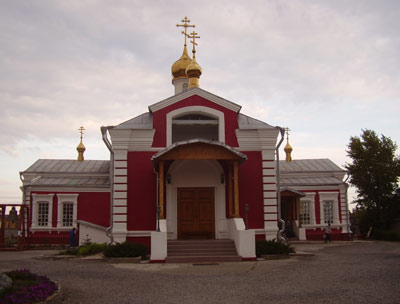
Храм Параскевы Пятницы, построенный в память о жене

Жил в Царицыне. Его дом был на том месте, где сейчас находится главпочтамт. Имение Лапшина располагалось в районе от станции Ельшанка до станции Бекетовская. На территории имения располагался дачный городок для отдыха семьи, а также для бесплатного отдыха рабочих и горожан. На территории имения были построены фермы, бахчи, высажены большие фруктовые сады, по сей день носящие название «Лапшин сад». В 1967 году на территории бывшего царицынского «Лапшин сада» был создан дендрологический сад ВНИАЛМИ, входящий в Ассоциацию евроазиатских ботанических садов.
Женился в конце 1860-х годов на Парасковие (Параскева, Прасковья) Ивановне Чепраковой (по другим данным Черпаковой). Жена умерла от долгой болезни в 1903 году (по другим данным в 1912 году). У купца было несколько детей. По одной версии: дочери — Татьяна, Зинаида и Елена и сыновья — младший Василий, погибший в раннем детстве и Александр, покончивший с собой в октябре 1914 года из-за сложных семейные взаимоотношений с женой. По другой версии: дочь Ольга, сыновья Василий, Николай и Александр.
В память о своей жене Василий Лапшин в 1915 году построил церковь святой великомученицы Параскевы Пятницы, которая сохранилась и по сей день и имеет статус объекта культурного наследия регионального значения.